# ファイアーエムブレム 旅立ちの章
『ファイアーエムブレム 旅立ちの章』（ファイアーエムブレム たびだちのしょう）は、1994年に日本でメディアワークス（現KADOKAWA/アスキー・メディアワークスブランド）から発売されたドラマCD作品である。
コンピュータゲーム『ファイアーエムブレム』シリーズで最初のドラマCDとなる。

## 概要
『電撃CD文庫』の「ベストゲームセレクション」シリーズ第7弾として発売された。脚本はあかほりさとるが手掛けている。
スーパーファミコン版の『ファイアーエムブレム 紋章の謎』に合わせて発売されたが、設定上は「ファイアーエムブレム」が『紋章の謎』の「盾」設定ではなく『紋章の謎』のリメイク元であるファミコン版『暗黒竜と光の剣』の「覇者の証」設定になっているのを始め『紋章の謎』では削除されたキャラクターが登場しているなど。ストーリーは第1章「ガルダの海賊」から第5章（『紋章の謎』では第1部4章）「オレルアンの戦士たち」までに相当する。
付属ブックレットの挿絵では中澤一登、臣士れいの絵以外に『紋章の謎』の公式イラストも掲載れている。

## 登場人物
作品は『暗黒竜と光の剣』に準じているが、オリジナル要素もある。担当声優が不明（キャスティング非公表）、または台詞自体が無いキャラクターも存在している。『紋章の謎』から追加された要素は特筆すべき点のみ。それ以降のリメイク作品からの追加された要素は一切記載しない。

### アリティア王国
マルス
声 - 太田真一郎
アリティアの王子。かつてメディウスを封じた英雄・アンリの子孫。2年前のアリティア陥落時に無力だったために、自分が強くなることや勇ましく戦うことを強く考えていたが、ある軽率な行動で自分の過ちを悔やみ、償う考えをもつようになる。ガルダの港町では戦意の無い海賊の説得に出向いたり、1人で潜入したり、村を焼き払う敵に対して1人で戦いに挑むこともある。「ファイアーエムブレム」を託された後に、アリティア、タリス、オレルアンを統合し反乱軍だった名前を解放軍へと命名した。挿絵では『暗黒竜と光の剣』『紋章の謎』にあったサークレットが着用していない。後ろ髪が長く、1束に纏めて縛っているアレンジをされている。
ジェイガン
声 - 屋良有作
アリティア騎士団隊長。戦闘で逸脱した行動が多いマルスに対して諌めることがよくある。アリティア王国に対しての3つの過ちを犯したことに対して苦艱していた。オレルアン王城戦においてガーネフの暗黒魔法・マフーによって死亡した。挿絵ではロングヘアーで口髭つきというアレンジをされている。
カイン
声 - 石川英郎
アリティアの赤の騎士。生真面目な性格で、オグマと合った時にマルスを軽んじていたことを非難していた。銀の槍を託されたある人物が死亡した後にアベルと共にパラディンになることを誓う。挿絵では赤い鎧を着用しているが、髪の色は黒と言うアレンジをされている。
アベル
声 - 林延年
アリティアの緑の騎士。タリスに出向くことに気乗りしなかったジェイガンに「居残りですか?」と茶化すなど陽気な性格である。ある人物が死亡した後にアベルと共にパラディンになることを誓う。挿絵では金髪でウエーブが大きくかかった短髪と言うアレンジをされている。
ドーガ
アリティアの重騎士。名前だけ何回か登場する。
ゴードン
アリティアの弓兵。名前だけ何回か登場する。

### タリス王国
シーダ
声 - 天野由梨
ペガサスナイトでもあるタリスの王女。ドルーア帝国の打倒は人々の願いであるために、タリスの王女として戦う義務として参戦する。戦場に向かうシーンはあっても敵を攻撃する行動は無く、偵察、説得などの補佐的な行動が多い。他のキャラクターが挿絵での見た目のアレンジが多い中、このキャラクターだけは、服装以外は『暗黒竜と光の剣』に近いデザインになっている。
オグマ
声 - 檜山修之
タリスの傭兵。大陸一の剣闘士と言う異名をもつ。ガルダの港町でマルス達と合流するが、立場の違いから騎士の考え方に共感できない一面もある。ナバールとは話づてで知っている程度であるが盗賊に加担する人物ではないことも知っている。挿絵では黒髪のロングヘアーで、1束に纏めて縛っているアレンジをされている。
サジ
タリスの戦士。オグマと共にガルダの港町でマルス達と合流する。オグマと唯一会話があり、マルスのことを「指揮官としてはまだまだだが臆病者ではない」と語る程度である。
マジ、バーツ
タリスの戦士。オグマと共にガルダの港町でマルス達と合流する。掛け声だけの登場である。
リフ
タリスの僧侶。ガルダの港町でマルス達と合流する。
カシム
グルニア軍のハンターの一団にいたタリスのハンター。シーダとは古くからの知り合い。カシムに何か事情があったと思ったシーダがハンターの一団に向かった後にマルス軍に参戦する。

### アカネイア王国
ニーナ
声 - 佐久間レイ
アカネイアの王女。神剣・ファルシオンが使えるマルスがアリティア城落城時に、生き延びてくれて欲しい上に、アカネイア王家の代理として世界を救う者に与える覇者の証「ファイアーエムブレムに相応しい勇者になって渡す王家の使命を背負っている。挿絵では『紋章の謎』の公式イラストに近いアレンジをされている。
声を当てた佐久間は後年制作されたゲーム作品『ファイアーエムブレム ヒーローズ』でもニーナ役に再起用されている。

### オレルアン王国
ハーディン
声 - 大塚明夫
オレルアン王国の騎士隊長。ニーナとマルスからは「ハーディン隊長」とも呼ばれている。オープニングからニーナと登場し、『暗黒竜と光の剣』同様の、ハーディンに託された銀の剣を持ったジェイガン及びマルス達と合流する。挿絵では動物系の骨の鎧の肩当を身に着けていたり、服装の一部のカラーが黒と言うアレンジをされているが公式イラストに近い描き方をしている。
ロシェ、ビラク、ザガロ、ウルフ
オルレアンの騎士。戦場に参戦するハーディンと共に登場する。掛け声だけの登場である。

### マケドニア王国
ミネルバ
声 - 鶴ひろみ
マケドニアの王女。ガーネフとの対面から登場な上に、「草原の戦い」のボス・ベンソンと会話があったりと『暗黒竜と光の剣』とは異なっている。マルス達率いる反乱軍の偵察とマケドニア竜騎士団が戦う価値のある存在かを見極めるために登場する。城砦戦では不利な戦いだと見極め本国に去っている。マケドニア王国を憎むナバールと対面する兄がやった行動に苦艱する一面もある。挿絵ではセミロングのウェーブヘアーと言うアレンジをされている。
レナ
声 - 永島由子
マケドニアの僧侶。『暗黒竜と光の剣』同様、サムシアンにとらわれていたが、ジュリアンと共に脱出した。マケドニアが征服欲に落ちたことに嘆いている。他の作品ではあまり見られない戦略のために2回も転移の杖・ワープを使う。挿絵では黒髪にアレンジをされている。

### カダイン
マリク
声 - 佐々木望
超魔法・エクスカリバーが使えるカダインの魔道士でマルスの幼馴染。城砦で帝国軍に損害を与えるほどたてつき公開処刑時に救出後に仲間になるために『暗黒竜と光の剣』とは異なっている。処刑前に痛めつけられて手負いの状態だったので、完治しない状態で1人で戦いに挑んだマルスを助けるために戦闘に参戦した後に倒れてしまった。杖に詳しい師匠が存在している。挿絵では金髪のロングヘアーで、1束に纏めて下にお団子にしているアレンジをされている。

### ドルーア帝国
ガーネフ
声 - 増田有宏
暗黒魔法・暗黒魔法・マフーを使うドルーア帝国の暗黒司祭。原作「魔道の国のカダイン」同様に魔法使いを召喚出来る。初登場はミネルバ謁見時。参戦はオルレアン城と『暗黒竜と光の剣』とは異なる。挿絵では色白肌と言うアレンジをされている。
メディウス
ドルーア帝国の地竜王。この作品においては「皇帝」と呼ばれている。ドルーア城に籠っていて、本作では全く登場しない。挿絵では中年年齢の若さで黒髪、口髭つきと言うアレンジをされている。

### その他
ジュリアン
声 - 小野坂昌也
サムシアンの盗賊。『暗黒竜と光の剣』同様、盗賊団に嫌気をさしてレナを逃がすついでにアリティア軍に合流する。帝国軍にたてついた人物を救うためにマルスにアドバイスを与えた上に情報撹乱のために活躍する。挿絵では臙脂色髪で、前髪2つ分けのロングヘアーで、1束に纏めて縛っていると言うアレンジをされている。
ナバール
声 - 梁田清之
サムシアン雇われている傭兵。レナからは勇者と言われることもある。『暗黒竜と光の剣』同様、シーダに説得されて仲間になる。マケドニア王国に故郷をやられた恨みを持ち、剣で人々を救えなかったことに苛立つほど悔やむ一面もある。後でミネルバと対決するが戦闘まではいかなかった。挿絵では茶髪のロングヘアーで、1束に纏めて縛っているアレンジをされている。
ベンソン
声 - 佐藤正治 
『暗黒竜と光の剣』に登場する「草原の戦い」に登場する敵のボス。公開処刑で民衆に恐怖を与えるたほうがいいと言うほど残忍な性格。ミネルバと対話するシーンのみの登場。

## 書籍情報
- 1994年2月10日初版発行 ISBN 4-07-300908-7